# Germigny-des-Prés
Germigny-des-Prés település Franciaországban, Loiret megyében. Lakosainak száma 700 fő (2022. január 1.). Germigny-des-Prés Saint-Martin-d’Abbat, Châteauneuf-sur-Loire, Guilly, Saint-Benoît-sur-Loire és Sigloy községekkel határos.

## Fekvése
Loiretől délkeletre fekvő település.

## Története
A város főképp templomáról ismert, melyet még Nagy Károly idején a szomszédos Saint-Benoit apátja, Théodulf építtetett magának, elmélkedése és imádkozása céljából. Théodulf apát egyébként a császár barátja és tanácsadója volt.
A templom építése után több mint ezer évvel, 1840 körül a jelentéktelennek tűnő kis romos templomban a falubeli gyerekek játékszernek használt színes üvegdarabokat kerestek. Lekaparva a falak egyszerű festékét és alatta megtalálták a Nagy Károly idejében készült mozaikdíszítést. A festés alatti mozaik Franciaországban egyedülálló, a ravennai iskola stílusában készült arany, ezüst, kék, piros és zöld üvegdarabokból álló mozaikkép, mely a bibliai frigyládátt ábrázolja.

## Galéria

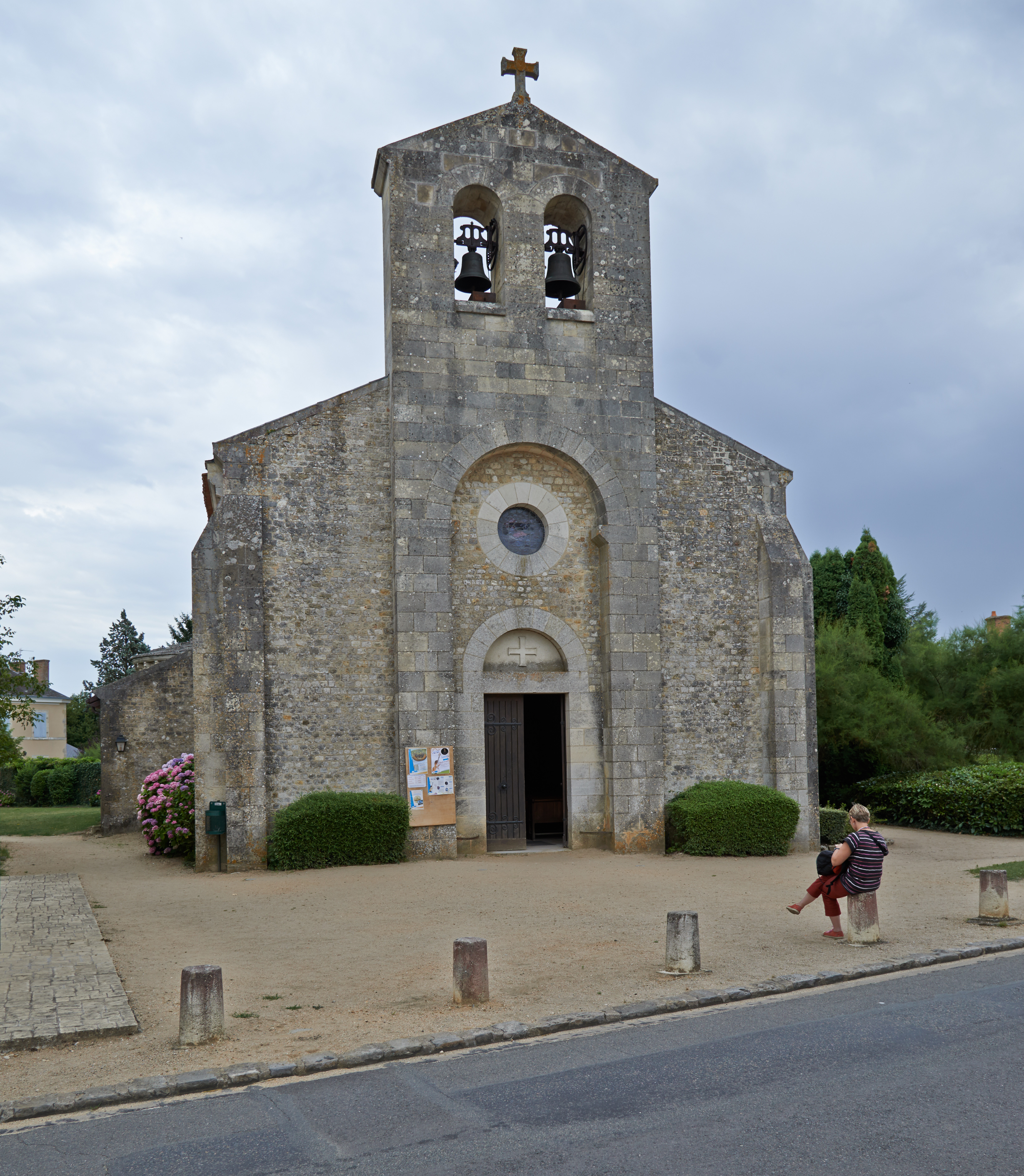
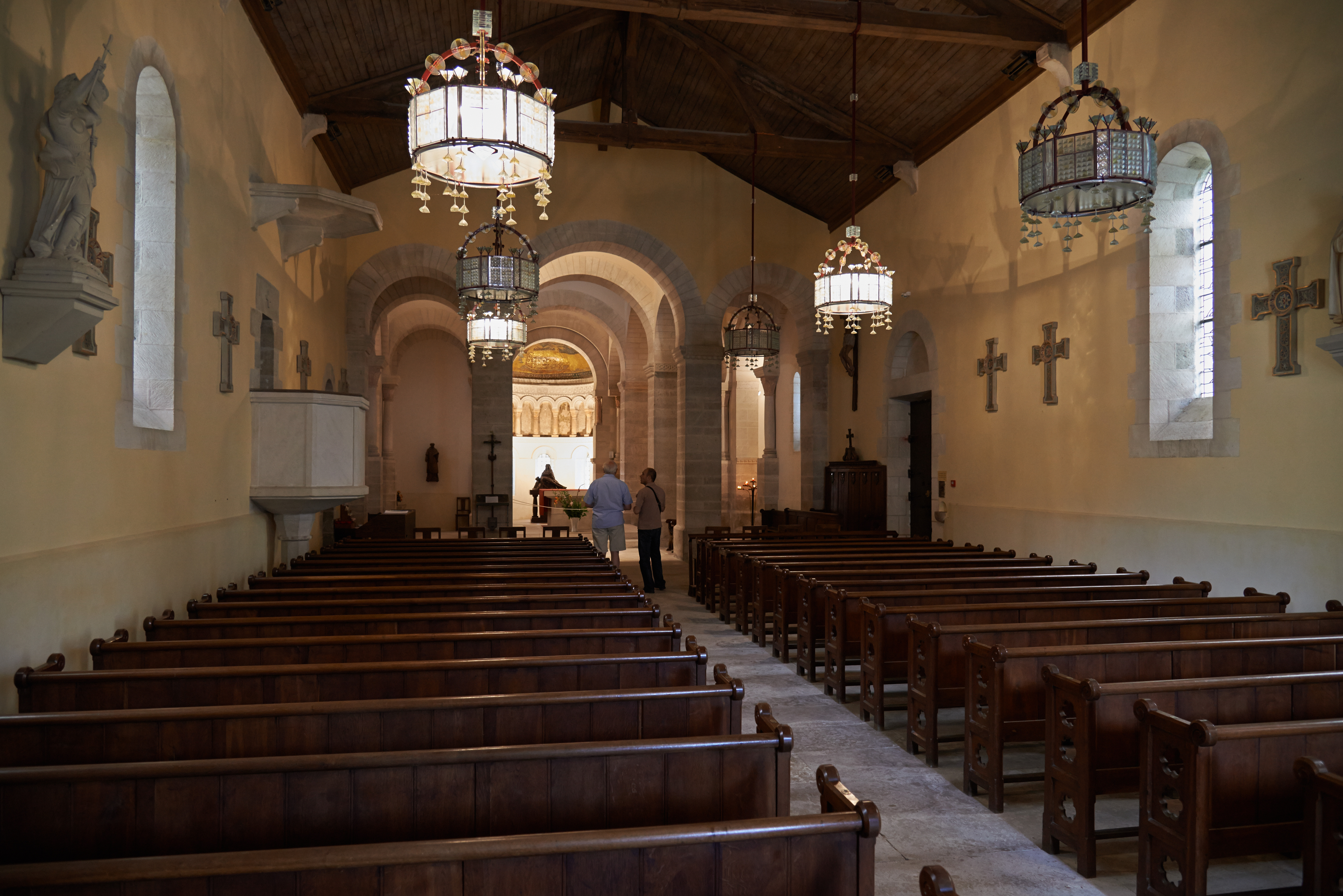
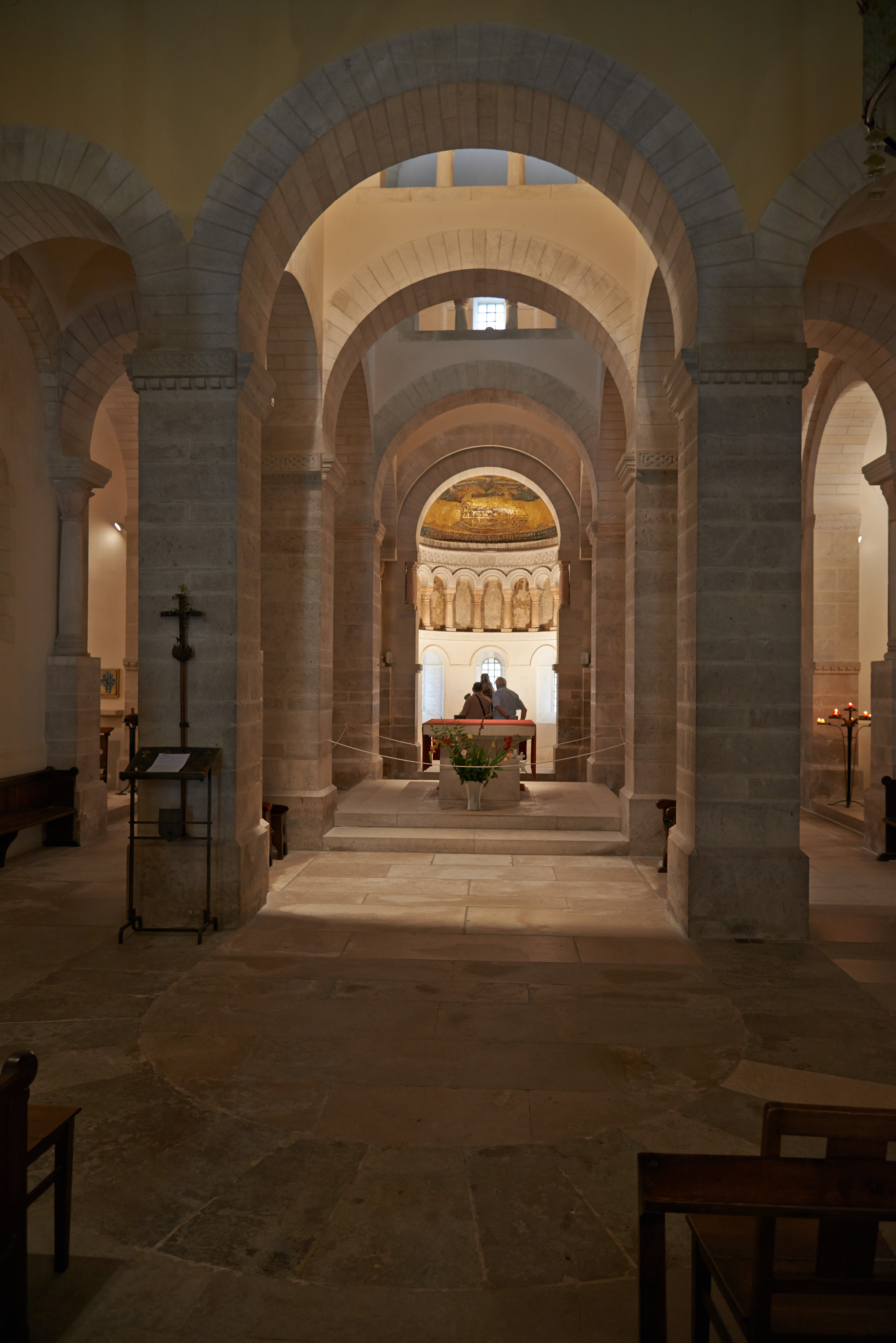
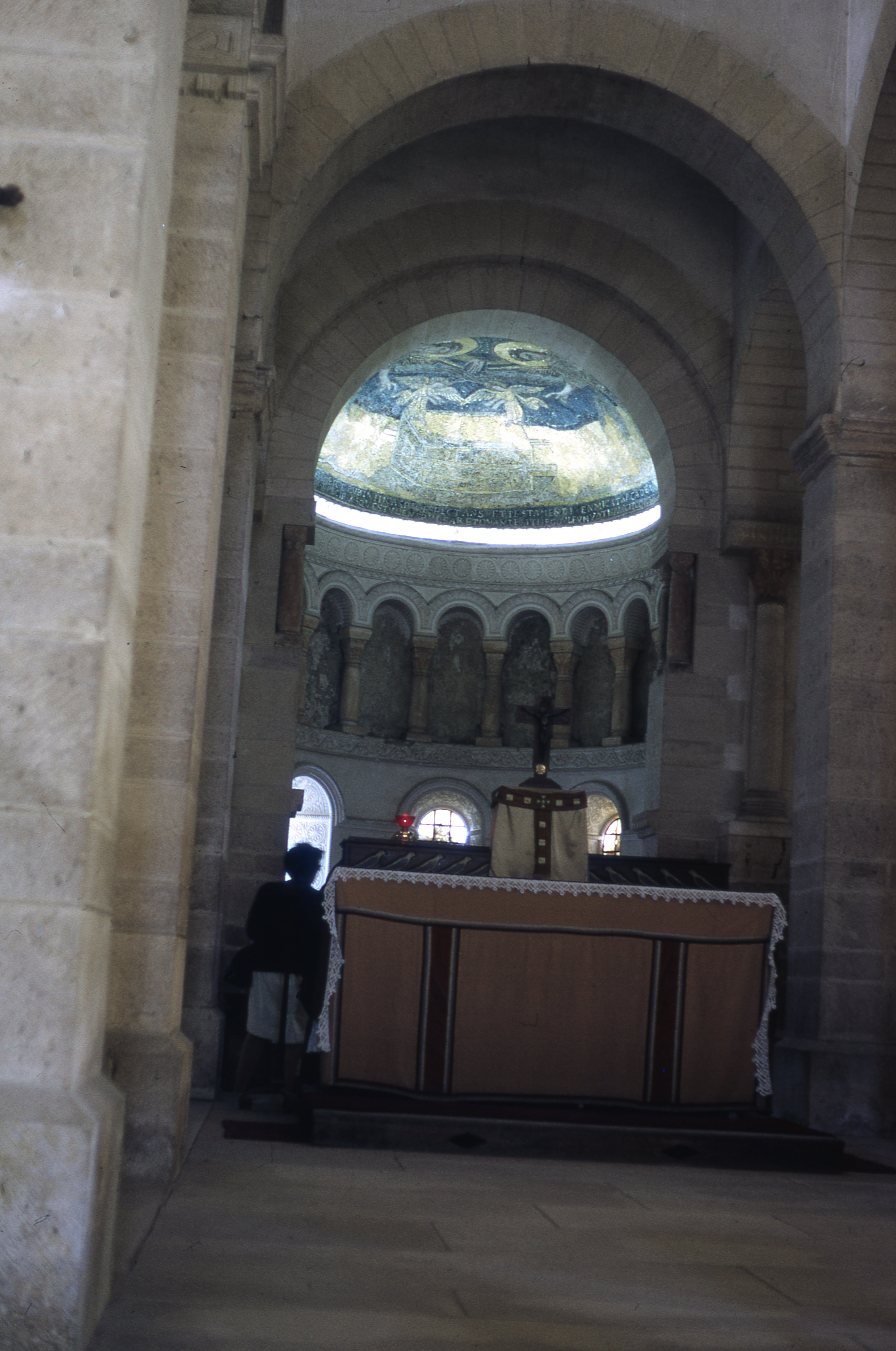
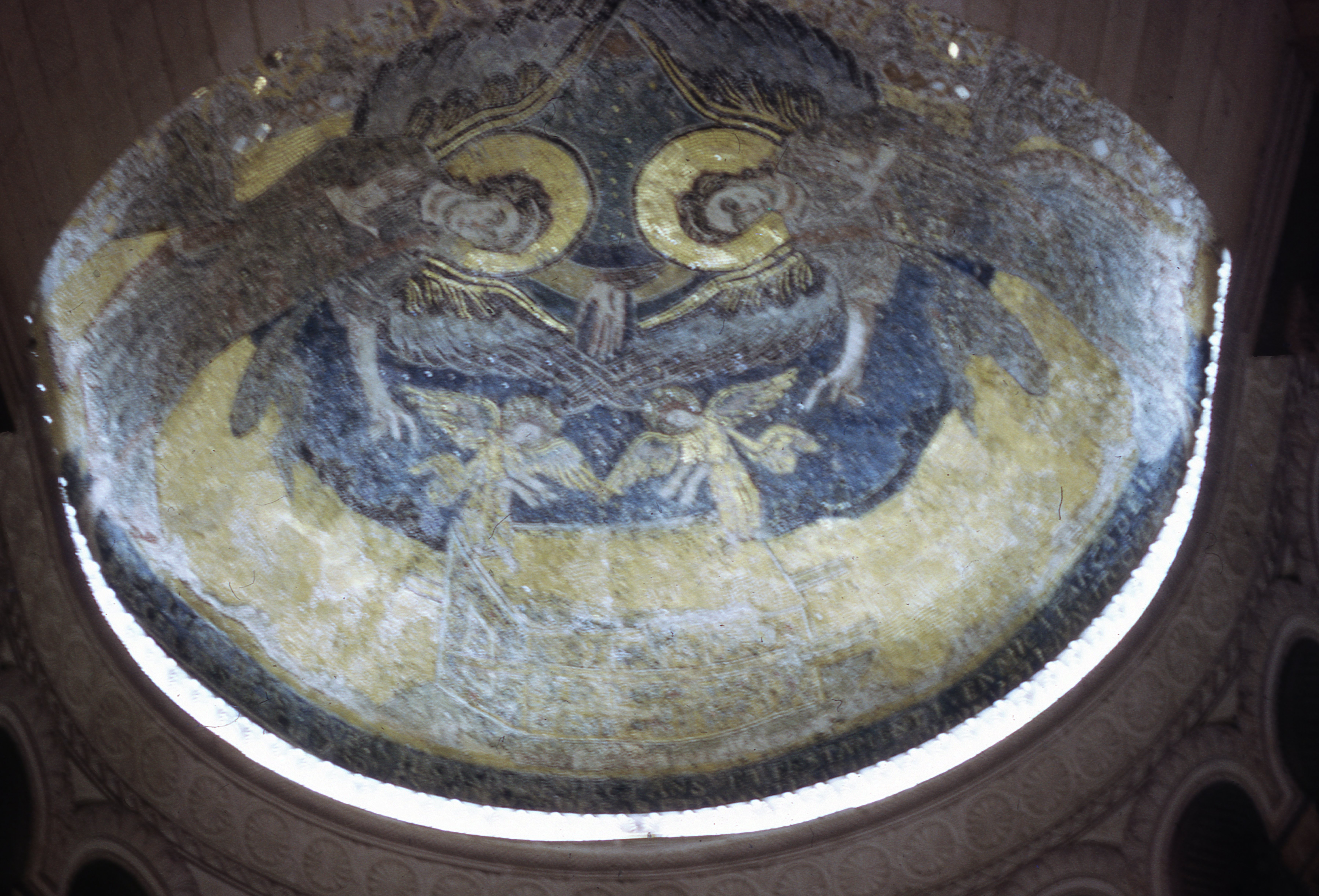
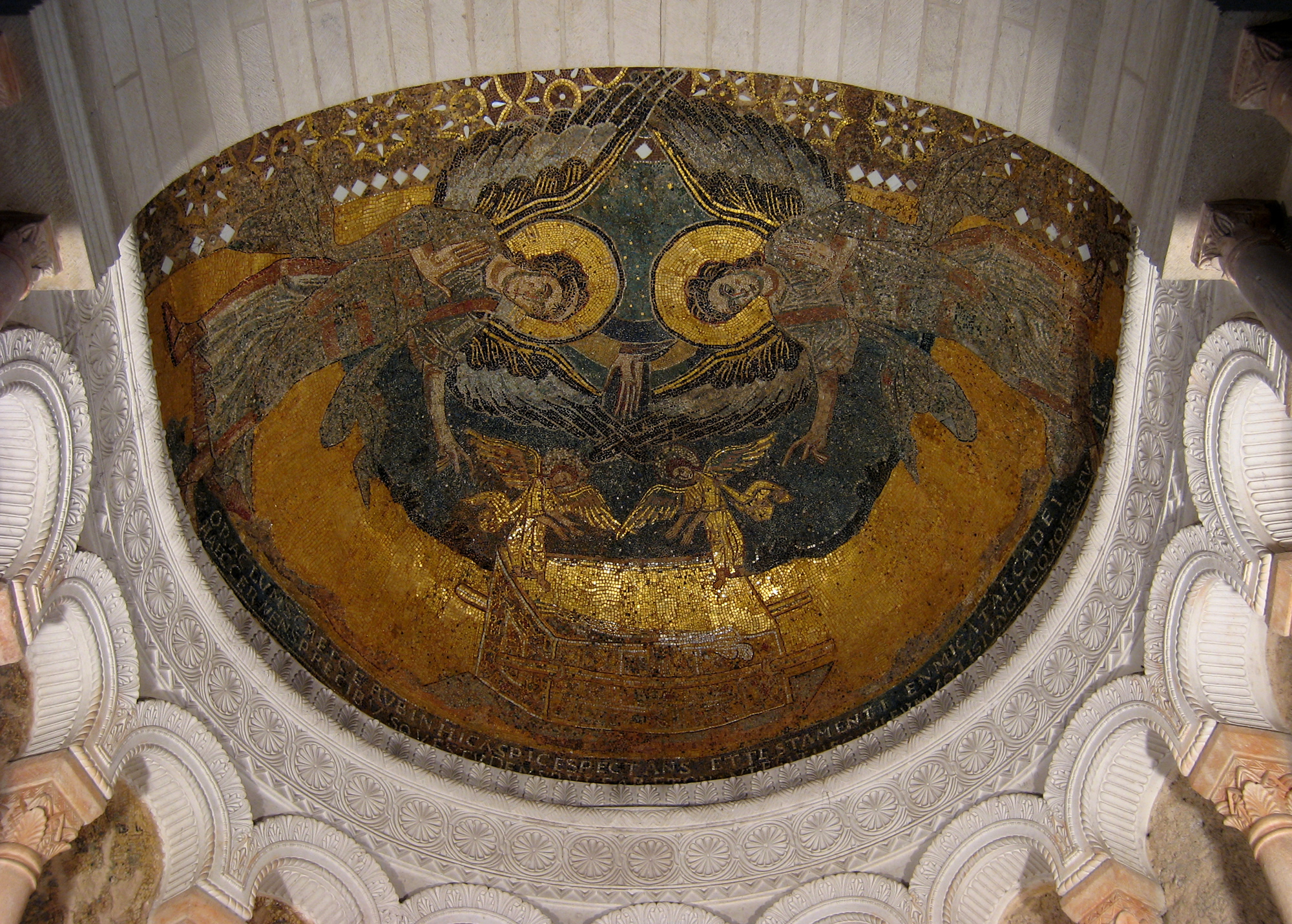
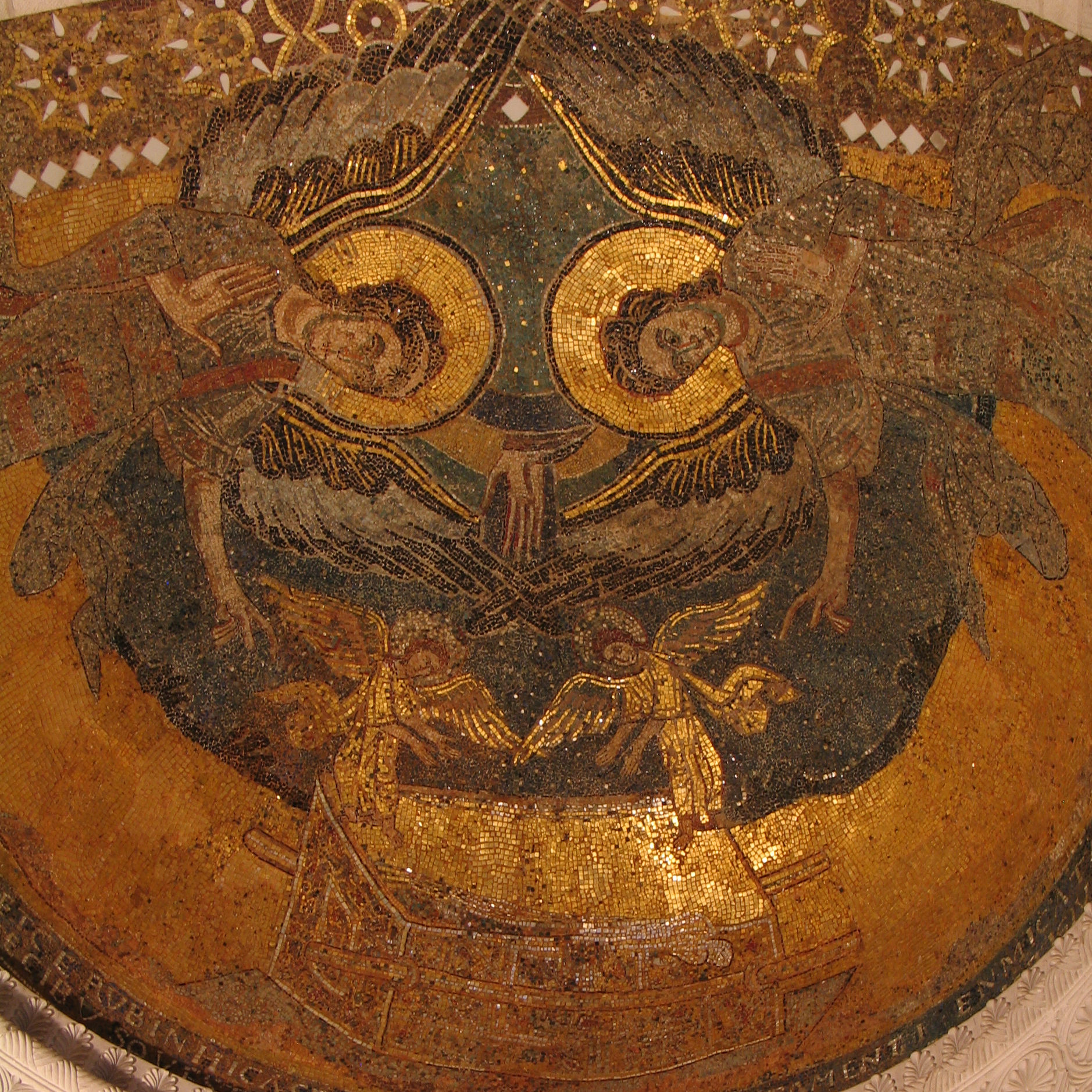
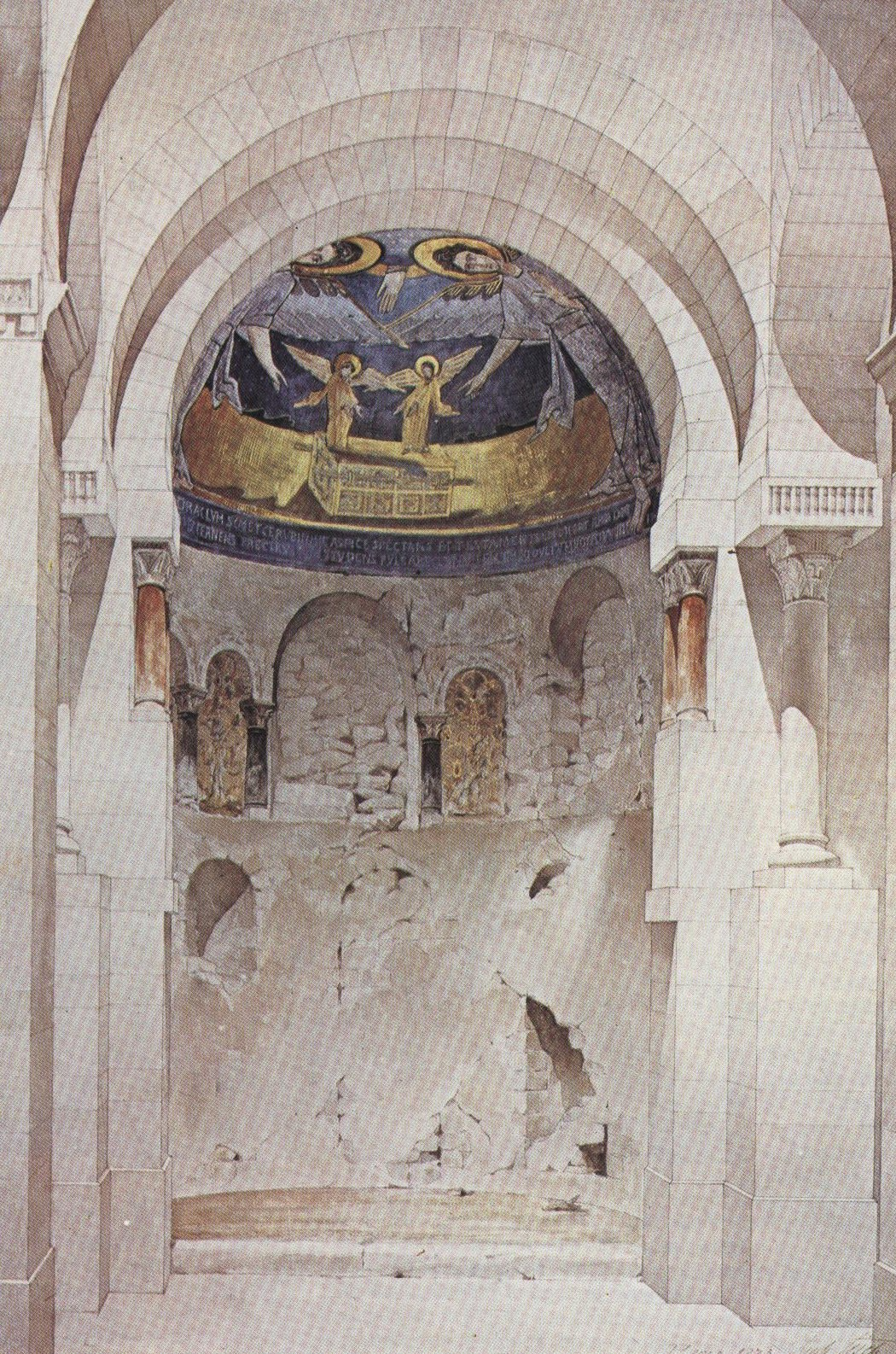
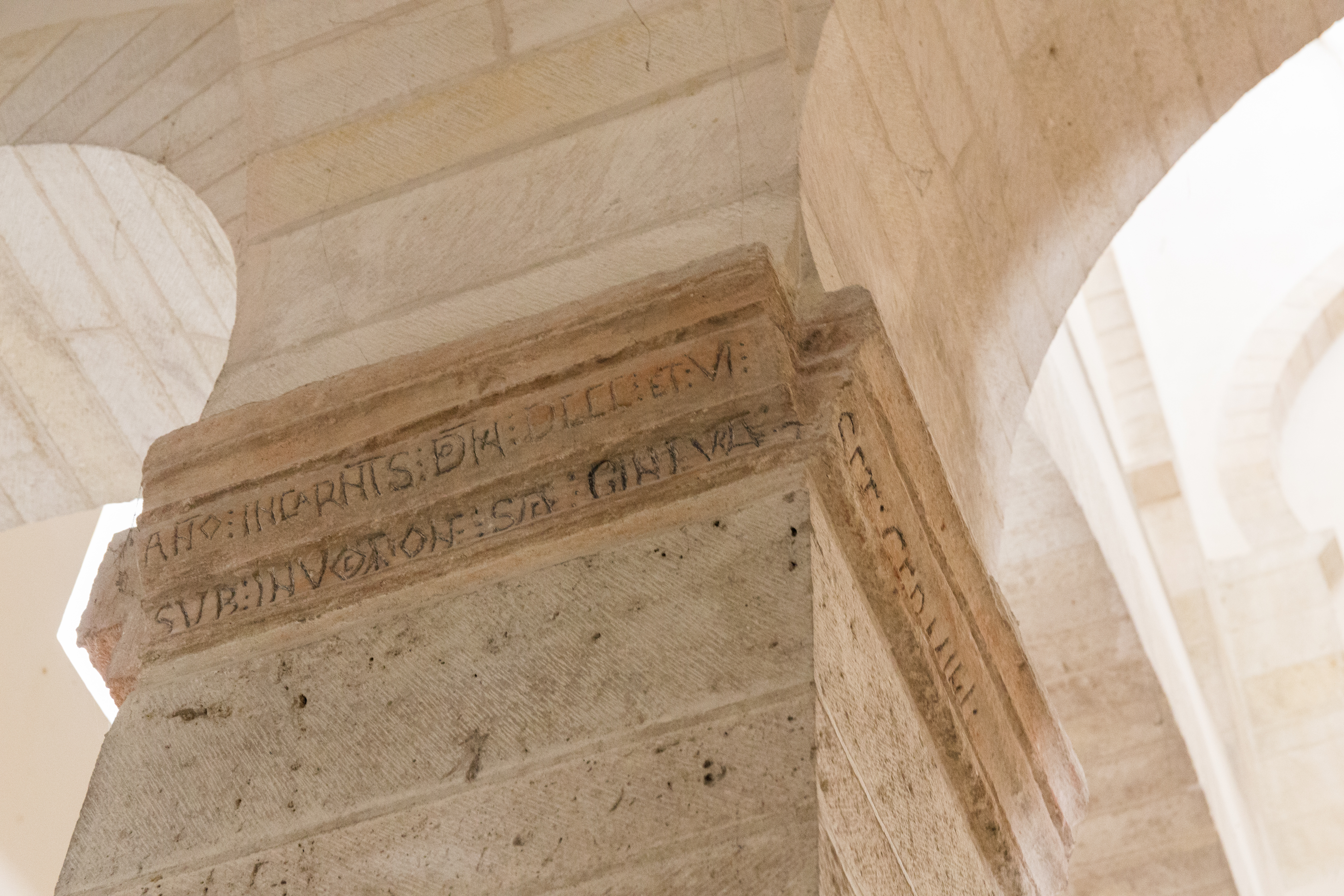
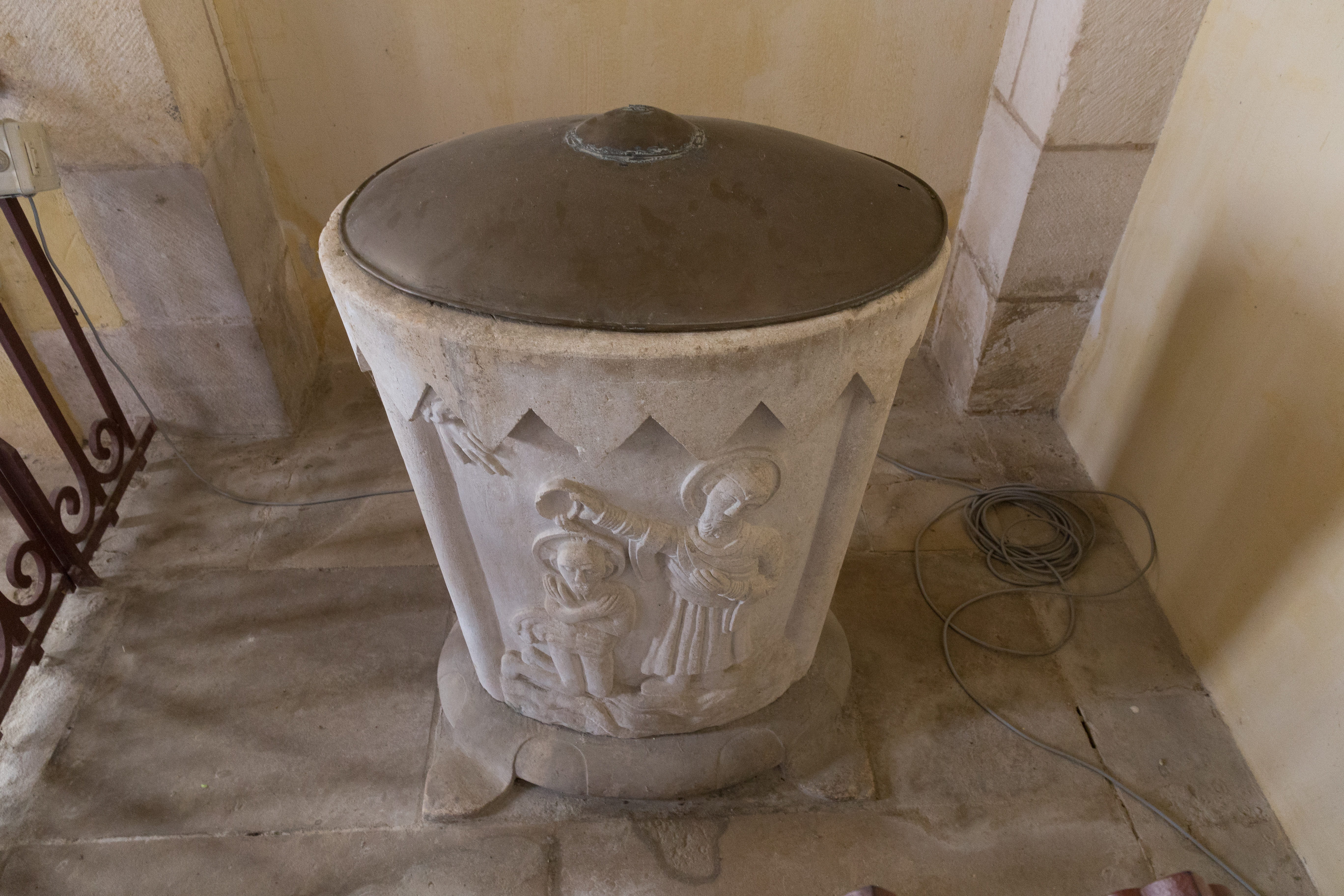
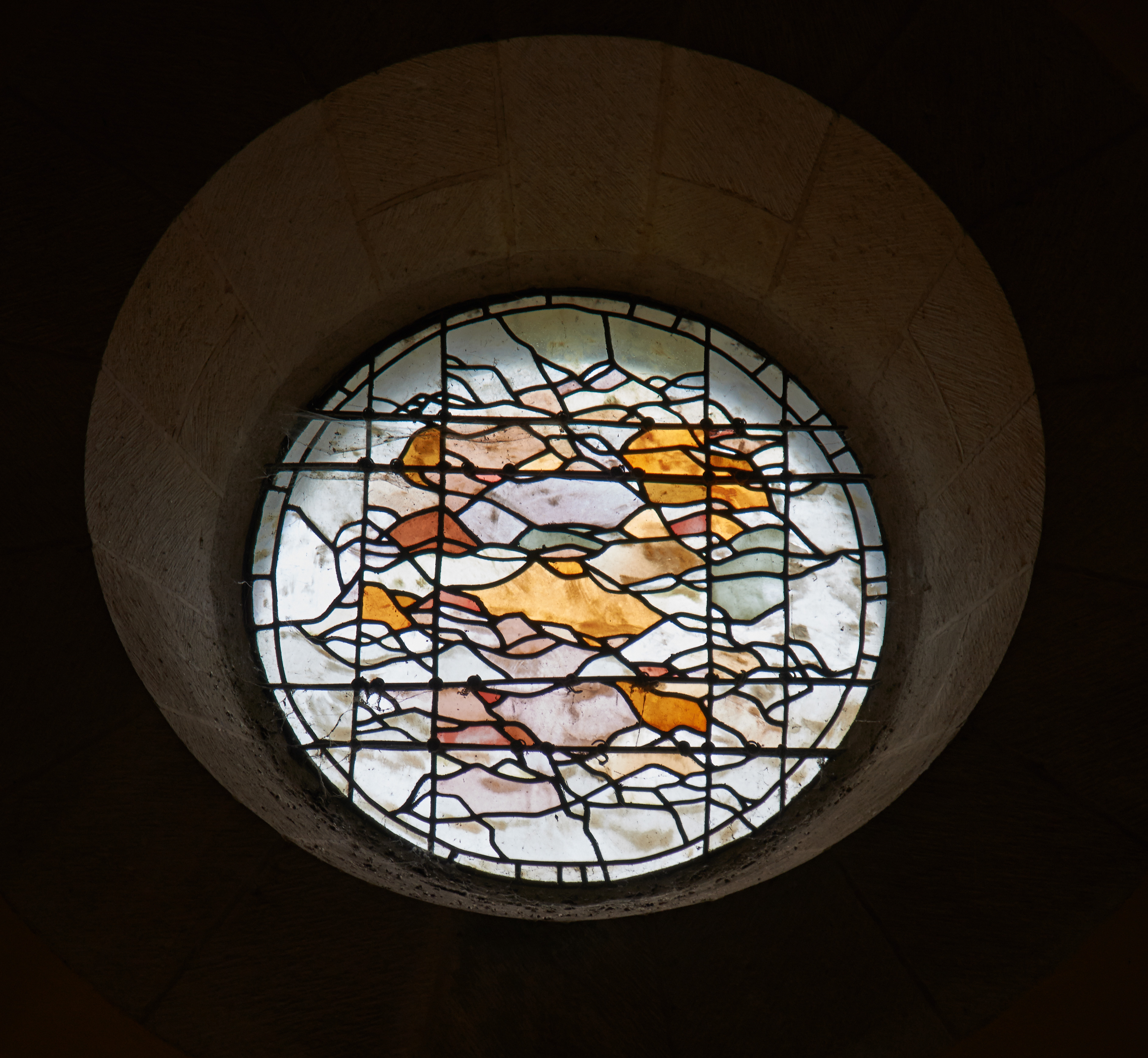